# Сорін Парасків
Сорін Іоан Парасків (рум. Sorin Ioan Paraschiv, 17 червня 1981, Александрія) — румунський футболіст, півзахисник «Конкордії» (Кіажна) та, в минулому, збірної Румунії.

## Біографія

### Клубна кар'єра
З 1992 по 1999 рік навчався в академії бухарестського «Стяуа», після чого підписав професійний контракт з командою. У чемпіонаті Румунії дебютував 10 травня 2000 року в виїзному матчі проти «Екстенсіва» з Крайови (0:3). Разом з командою тричі вигравав чемпіонаті Румунії в сезонах 2000/01, 2004/05 і 2005/06 і двічі Суперкубок Румунії в 2001 і 2006 роках. У чемпіонаті Румунії Парасків зіграв за «Стяуа» 168 матчів і забив 12 м'ячів. У єврокубках зіграв 34 матчі Сорін і забив 3 голи. У травні 2006 року Парасківом цікавилося київське «Динамо».
У липні 2007 року перейшов за 500 000 € в італійський клуб «Ріміні», підписавши чотирирічний контракт. У команді в Серії B провів 49 матчів і забив 3 голи.
Влітку 2009 року повернувся на батьківщину, підписавши угоду з клубом «Уніря». У чемпіонаті Румунії за «Унірю» провів 28 матчів. У єврокубках зіграв 5 матчів за клуб. Разом з командою став срібним призером чемпіонату Румунії 2009/10 і зіграв у матчі за Суперкубок Румунії 2010 в якому «Уніря» поступилася «ЧФР Клуж» (в основний час 2:2, по пенальті 2:0). Після того як «Уніря» поступилася російському «Зеніту» в кваліфікації Ліги Чемпіонів і хорватському «Хайдуку» у кваліфікації Ліги Європи, президент клубу вирішив розпустити команду зважаючи на фінансові проблеми і набрати молодих вихованців клубу.
На початку вересня 2010 року Парасків разом з одноклубником Адріаном Нягою перейшов в луцьку «Волинь». В українській Прем'єр-лізі дебютував 10 вересня 2010 року в домашньому матчі проти клубу ПФК «Севастополь», який завершився перемогою 1:0. Сорін почав матч в основі, але на 84 хвилині був замінений на Сашу Стевіча. А вже в наступному матчі чемпіонату проти маріупольського «Іллічівця» (3:1), Парасків забив гол на 62 хвилині у ворота Всеволода Романенко, допомігши команді перемогти з рахунком 3:1.
Влітку 2011 року Сорін покинув «Волинь» і підписав річний контракт з новачком румунського елітного дивізіону «Конкордією» (Чіайна).

### Кар'єра в збірній
Виступав за юнацьку збірну Румунії до 17 років. У збірній Румунії дебютував 8 вересня 2004 року в виїзному матчі проти збірної Андорри (1:5). Парасків вийшов на 75 хвилині замість Габріеля Карамаріна. Всього за збірну провів 4 матчі, останній з яких у 2005 році, хоча викликався в збірну і в 2006 році.

## Досягнення
- Чемпіон Румунії (3):

«Стяуа»: 2000-01, 2004-05, 2005-06
- Володар суперкубка Румунії (2):

«Стяуа»: 2001, 2006